# Grimsau
Die Grimsau (auch Grimsnisau, dänisch: Grimså) ist ein Wasserlauf im östlichen Angeln im nordöstlichen Schleswig-Holstein (Südschleswig). Sie verläuft durch Esgrus, Stoltebüll und Kappeln und mündet bei der Ortschaft Grimsnis in die Schlei.
Die Grimsau hat eine Fließstrecke von 13 km, eine Einzugsfläche von 3390 ha und wird vom Wasser- und Bodenverband Grimsau unterhalten. Die Au ist eine der windungsreichsten Bäche in Angeln. Sie reicht weit ins Landesinnere hinein, ihr Quellgebiet liegt südlich von Ulegraff auf einer Höhe von etwa 50 m. Bei der Deckerkate (auch Tekerhuus, dän. Tækkerhuset) mündet ein Wasserlauf aus dem Drülter Holz (Drølt Skov) ein. Bei den als Entwässerungsfläche dienenden Wiesen Graukarr mündet der Oersberger Graben ein. Durch Rückstau der Schlei können Überschwemmungen teilweise bis nach Grummark reichen. 1869 wurde die Wippendorfer Knochenmühle als Wassermühle errichtet, hier bildet die Au eine kurze tiefe Bachschlucht. Die Grimsau findet erstmals 1844 schriftliche Erwähnung. Das Präfix der nahe der Au gelegenen Lokalität Grimsnis wird als Personenname gedeutet, welcher in Verbindung mit altnordisch grima für Maske stehen soll.

## Verlauf
Sie entspringt an der Straße Wippendorfer-Knochenmühle im östlichen Teil von Esgrus. Von dort fließt sie Richtung Osten. Sie unterquert die Straßen Schörderupfeld, die Dorfstraße, Vogelsang und Deckerkate in Stoltebüll sowie die Straßen Buhskoppel, Stutebüllfeld und Grummark in Kappeln. Danach erhält sie Zufluss durch den Sandbeker Mühlenbach, unterquert die Nordstraße und mündet in die Schlei.